# Knorr
Knorr is een voedingsmerk dat als gevolg van de overname van Bestfoods onderdeel is geworden van Unilever. Van alle Unilevermerken is Knorr in omzet het grootste individuele merk.
De onderneming werd in 1838 opgericht in Heilbronn, door de Duitser Carl Heinrich Knorr nadat hij was begonnen te experimenteren met het drogen van voedsel. Zijn zoons breidden het assortiment in 1870 verder uit met een mengsel van gedroogde groenten en kruiden dat diende als smaakversterker voor soep.
Het assortiment is door de jaren uitgebreid. Knorr was vooral bekend van droge soepmixen en bouillonblokjes; later werden ook sauzen en ingrediënten voor internationale gerechten aan het assortiment toegevoegd.